# Annexwall
Der Begriff Annexwall (vom lat. annectere, 'anbinden', 'hinzufügen') bezeichnet künstlich aufgeschüttete Erdhindernisse, die ergänzend zu den Hauptbefestigungsanlagen, etwa von Höhenburgen, weiter talwärts angelegt wurden. Nicht selten verlaufen mehrere Annexwälle parallel und werden innen und außen von Gräben begleitet. Der Aushub für die Gräben lieferte zweckmäßigerweise das Material für die Wälle.
Die Anlage von Annexwällen diente nicht ausschließlich Verteidigungszwecken. Sie sicherten häufig auch eine tiefer am Hang gelegene Quelle, wenn die Wasserversorgung auf der Burg nicht ausreichend gewährleistet schien, oder sie grenzten sakrale Bezirke im Vorfeld der Burg ab.
Nachweislich wurden Annexwälle in der Zeit gebaut, als Keltenburgen auf Hochflächen entstanden. Als auffällige Erscheinungen im Landschaftsbild können ihre Reste heute noch am Altkönig im Taunus, an der Milseburg in der Rhön oder am Glauberg in der Wetterau besichtigt werden. Am Beispiel Essen-Heidhausens lässt sich feststellen, dass Annexwälle noch im Mittelalter angelegt wurden.